# Nina Yargekov
Œuvres principales
Double Nationalité
Nina Yargekov, née le 21 juillet 1980, est une romancière et traductrice franco-hongroise.

## Biographie
Nina Yargekov est née en France de parents hongrois. Sociologue de formation, elle est traductrice-interprète.
Elle publie son premier livre en 2009, Tuer Catherine (éditions P.O.L), roman proche de l'autofiction, remarqué par la critique, et qui conduit certains commentateurs à la comparer à de jeunes auteurs remarqués comme Chloé Delaume ou Max Monnehay. Chloé Delaume elle-même mentionne avoir suivi Nina Yargekov avant la publication de son premier roman : « une voix tellement singulière. Son manuscrit, je l'ai suivi tout au long de ses différentes versions, et je suis très heureuse que finalement il soit publié l'hiver prochain chez POL. » En 2011, elle publie Vous serez mes témoins (éditions P.O.L), roman sur « l'imposture au deuil »,,,.
Son roman Double Nationalité – récit d'une femme amnésique qui se retrouve dans un aéroport avec deux passeports, deux cultures, deux langues – reçoit le prix de Flore le 8 novembre 2016.
Par ailleurs musicienne et chanteuse, elle fait partie depuis 2018 du groupe de rock industriel KNS avec Samantha Barendson et Karim Kattan.

## Œuvre

### Romans
- Tuer Catherine, éditions P.O.L, 2009.
- Vous serez mes témoins, éditions P.O.L, 2011.
- Double Nationalité, éditions P.O.L, 2016 – prix de Flore 2016[12]

### Collectifs
- « L’autre Iseut », Et encore un livre, sous la direction de Marie Darrieussecq, éditions du Centre Dramatique National d’Orléans, 2009.
- « Comme Erika », Mon corps est un champ de bataille, t. 2, éditions Ma colère, 2009.
- « Panoplie argumentative », Alim, sous la direction d'Émilie Notéris, éditions IMHO, 2010.
- « Y comme Yourcenar », Un livre peut en cacher un autre, abécédaire illustré par Christian Lacroix et offert par les libraires, 2014.

### Revues
Parutions dans les revues Cahier critique de poésie (cipM), Korunk, Rouge-déclic, Raise magazine, TINA...